# Fleddy Melculy
Fleddy Melculy is een Vlaamse metalband rond voorman Jeroen Camerlynck.

## Geschiedenis
De band werd opgericht in 2016 als komische metalband door Camerlynck, die destijds in de begeleidingsband van Urbanus speelde. De bandnaam is opzettelijk onnozel en gebaseerd op Queen-zanger Freddie Mercury, omdat dergelijke bandnamen het beste onthouden worden. Dat jaar zet de band haar eerste single T-shirt van Metallica op YouTube, waarin de groep zich beklaagt over mensen die rondlopen in T-shirts van bands die ze niet kennen. Het nummer wordt een grote culthit in Vlaanderen en door dit succes staan ze die zomer onder meer op Pukkelpop en Graspop Metal Meeting.
De band tekent een contract bij Sony en brengt een eerste ep, Wat de fok?, uit, gevolgd door het eerste studioalbum, Helgië. Het jaar erna staat Fleddy Melculy in het voorprogramma van Guns N' Roses. Met het album De kerk van Melculy uit 2018 heeft de groep haar eerste nummer 1-hit in de Vlaamse Ultratop 200 te pakken. In 2017 organiseerde de band tevens haar eerste eigen festival, FleddyPalooza, in Ancienne Belgique. Het concert op Graspop 2018 wordt op live-album uitgebracht en in de zomer van 2024 treedt de band op op het hoofdpodium van Graspop.

## Discografie

### Studioalbums
- Helgië (1 oktober 2016, nr. 2 Ultratop 200 Albums)
- De kerk van Melculy (24 februari 2018, nr. 1 Ultratop 200)
- Sabbath Fleddy Sabbath (21 maart 2020, nr. 2 Ultratop 200)
- And Just Niks for All (11 september 2021, nr. 4 Ultratop 200)
- Antichlist (8 april 2023, nr. 1 Ultratop 200)

### Livealbums
- Live @ Graspop Metal Meeting '18 (15 december 2018, nr. 36 Ultratop 200)

### Ep's
- Wat de fok? (2016)

## Hitlijsten

### De Zwaarste Lijst
| Nummer                | '09* | '10* | '11* | '12* | '13 | '14 | '15 | '16 | '17 | '18 | '19 | '20 | '21 | '22 | '23 | '24 | '25 |
| --------------------- | ---- | ---- | ---- | ---- | --- | --- | --- | --- | --- | --- | --- | --- | --- | --- | --- | --- | --- |
| T-Shirt Van Metallica | -    | -    | -    | -    | -   | -   | -   | -   | 50  | 55  | 35  | 34  | 33  | 36  | 24  | 16  | 17  |

- Tot 2012 had de Zwaarste Lijst 70 plaatsen. Dit werd vanaf 2013 verminderd tot 66.